# زیست‌سوخت

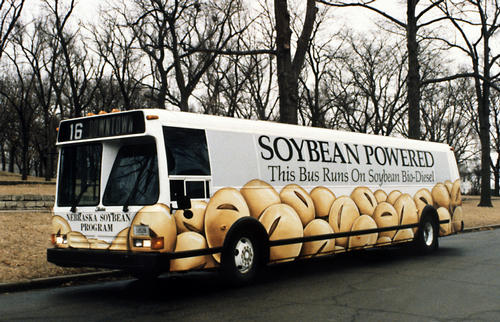
اتوبوس بکاربرنده زیست‌دیزل

زیست‌سوخت (به انگلیسی: Biofuel) به سوخت‌هایی گفته می‌شود که از زیست‌توده به‌دست می‌آیند. این تعریف، زیست‌سوخت‌های جامد، سوخت‌های مایع و زیست‌گازهای مختلف را دربر می‌گیرد. زیست‌سوخت‌ها پس از عامل‌هایی چون بحران انرژی که نیازمند  انرژی بیشتر بود و نگرانی از انتشار کربن توسط سوزاندن سوخت‌های فسیلی بسیار مورد توجه علمی و همگانی قرار گرفت.
سوخت اتانول، الکلی است که از تخمیر مواد قندی موجود در گیاهان مانند شکر و نشاسته به‌دست می‌آید. با پیشرفت فناوری، سلولزهایی مانند درختان و چمن‌ها را نیز می‌شود به عنوان ماده خام در فراوری زیست‌اتانول بکار برد. اتانول را می‌توان به‌صورت خالص به‌عنوان سوخت خودرو به‌کار برد اما بیشتر به‌دلیل اینکه اکتان افزایش یابد و عملکرد خودرو بهبود یابد از افزودنی بنزین استفاده می‌شود. زیست‌اتانول به‌صورت گسترده‌ای در ایالات متحده و برزیل به‌کار می‌رود.
زیست‌دیزل از دانه‌های روغنی، روغن‌های حیوانی و روغن‌های بازیافت شده بدست می‌آید. زیست‌دیزل می‌تواند به عنوان سوخت خالص در خودروها بکار رود اما برای کاهش سطح ذره‌ها، کربن مونوکسیدها و هیدروکربن‌ها در خودروهای دیزلی، از افزودنی دیزل استفاده می‌شود. زیست‌دیزل سوختی است که از روغن‌ها و چربی‌ها بدست می‌آید و همگانی‌ترین زیست‌سوخت در اروپا است.
در سال ۲۰۰۸ میلادی، زیست‌سوخت ۱٫۸٪ سوخت ترابری جهان را دربرداشت. در سال ۲۰۰۷ میلادی، سرمایه‌گذاری جهانی روی گنجایش فراوری زیست‌سوخت بیش از ۴ میلیارد دلار بوده و هم‌اکنون نیز در حال افزایش است.